# 黄柏塬镇
黄柏塬镇，是中华人民共和国陕西省宝鸡市太白县下辖的一个乡镇级行政单位。

## 行政区划
黄柏塬镇下辖以下地区：
黄柏塬村、核桃坪村、二郎坝村、皂角湾村和高家坝村。